# Maurach

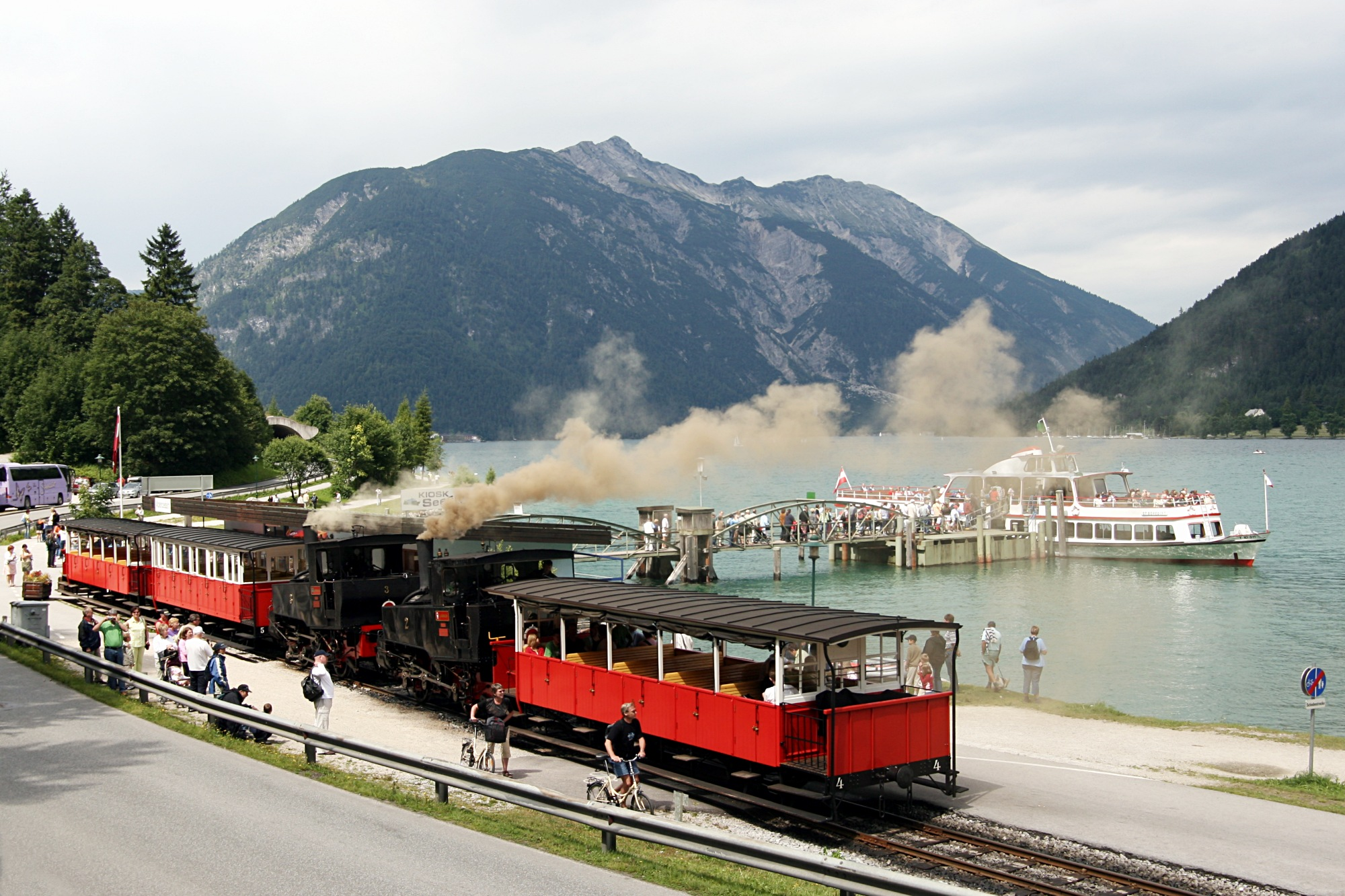

Maurach am Achensee is een dorp in in de gemeente Eben am Achensee in Oostenrijk. Het ligt in de Achensee Region op 950 meter boven zeeniveau en telt 2041 bewoners. Het heeft een bijzondere ligging, aan de Achensee, aan het Rofangebergte. De Achensee staat bekend als het grootste meer van Tirol.
De in het dorp gelegen gondel klimt naar een op 1840 meter gelegen skigebied en vormt in de winter een skioord waar langlaufen en alpineskiën centraal staat.
Maurach is 's zomers een zonnig vakantieoord voor wandelaars, fietsers en buitensporters
Sinds 1889 ontsluit ook de zeven kilometer lange Achenmeerspoorlijn (Duits: Achenseebahn), een smalspoortandradbaan tussen Jenbach en Seespitz, het gebied.

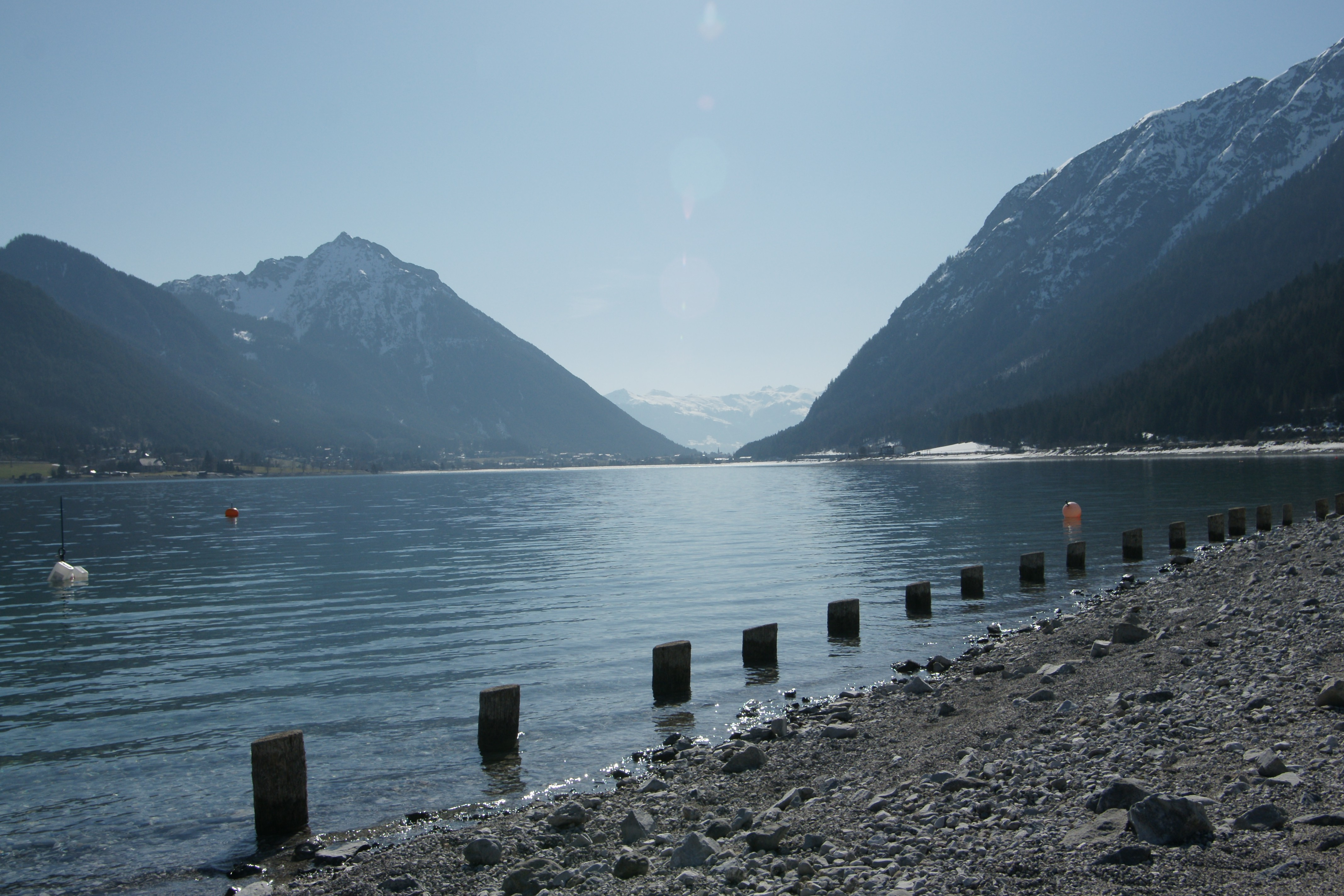
Achenmeer